# Retrato de Bonifacio Amerbach
El Retrato de Bonifacio Amerbach es una pintura del maestro alemán renacentista Hans Holbein el Joven. Está depositado en el Museo de Arte de Basilea como parte del Gabinete Amerbach. Está pintado en técnica mixta sobre tabla de pino y mide 29,9 cm x 28,3 cm. 

## Descripción
La pintura fue encargada en 1519 por Bonifacio Amerbach, con el fin de dejar un recuerdo a su familia en caso de que muriera durante su estancia en Aviñón.  Holbein lo pintó poco después de su regreso a Basilea procedente de Lucerna.   Amerbach trabajó estrechamente con Holbein durante el trabajo y también compuso el texto en letras latinas que cuelga de un tronco a la izquierda.  Varias de las anotaciones de Amerbach sobre él se encuentran en la Biblioteca de la Universidad de Basilea.  Compuso cuidadosamente el texto, las primeras palabras Picta licet están anotadas veinte veces en una hoja.   Redactó varias versiones antes de la definitiva.  Se supone que redactó el texto en un día, ya que la tinta de la hoja es del mismo color.  Fue la primera vez que Holbein incluyó un texto panegírico en un retrato. Como ocurre con algunos de los ejemplos posteriores, el texto se presenta colgando de una higuera.  Las investigaciones modernas con reflectografía infrarroja llevaron a suponer que Bonifacio había animado a Holbein a adaptar el texto, ya que Amerbach había preparado el original para el cuadro incluyendo COLORIBVS para "los colores", pero en el cuadro se ve LINEOLIS para "las líneas".  A través del análisis con reflectografía infrarroja se pudieron detectar las adaptaciones.   A su derecha, junto a Amerbach, hay una higuera y al fondo los picos de montañas nevadas.  El 14 de octubre de 1519 se refiere al cumpleaños del retratado.  El cuadro es una de las primeras pinturas de Holbein como miembro del gremio de pintores de Basilea.  Como miembro del gremio se le permitió firmarlo con su nombre completo.  También se encontró un texto redactado para un segundo retrato sin barba, pero no se sabe si tal pintura alguna vez se realizó.  

## Procedencia
La pintura pasó a formar parte del gabinete Amerbach, que fue comprado en su totalidad por la ciudad de Basilea y la Universidad de Basilea en 1666. Posteriormente, el retrato se exhibió en dos lugares diferentes cerca de la Catedral de Basilea. En 1936, el Kunstmuseum inauguró un nuevo edificio en St. Alban Graben en el que se exhibe el retrato. 